# (70418) Kholopov
(70418) Kholopov est un astéroïde de la ceinture principale.

## Description
(70418) Kholopov est un astéroïde de la ceinture principale. Il fut découvert le 17 septembre 1999 à Monte Agliale par Matteo Santangelo. Il présente une orbite caractérisée par un demi-grand axe de 2,44 UA, une excentricité de 0,12 et une inclinaison de 3,8° par rapport à l'écliptique.

## Compléments